# 邓小飞
邓小飞（1983年5月31日—），出生于中华人民共和国山东省青岛市，中国足球运动员，场上司职守门员，现效力于中超联赛球队重慶当代。

## 职业生涯

### 青年队
- 2000年进入山东鲁能泰山足球学校。

### 俱乐部
- 2001年进入山东鲁能泰山一队，此后获得较多出场机会但没有获得主力位置。
- 2007年转会到武汉光谷并成为球队的主力守门员。
- 2009年，邓小飞与陆博飞等其他四名球员一起从已经被取消联赛资格的武汉光谷转会到中超升班马江苏舜天。
- 2012赛季，邓小飞以643分钟刷新了杨智所保持的中超联赛不失球记录。他在2012赛季的联赛中保持全勤，帮助江苏舜天以联赛亚军的成绩历史上首次获得亚足联冠军联赛的参赛资格，他也以自己出色的表现当选该赛季联赛最佳门将的称号，并入选联赛最佳阵容。

## 荣誉
- 中国足球超级联赛最佳守门员、最佳阵容：2012